# 天蝎座
天蠍座（英語：Scorpio，天文符号：♏），星座日期10/24~11/22，是一个位于南天球的黄道带星座之一，面积496.78平方度，占全天面积的1.204%，在全天88个星座中，面积排行第三十三。每年6月3日子夜天蝎座中心经过上中天。天蝎座中亮于5.5等的恒星有62颗，最亮星为心宿二（天蝎座α），视星等为0.96，是全天第十五亮星，屬於夏季星座。

## 特点
天蝎座位于天秤座与人马座之间，為黃道十二宮第八星座，最佳觀測時間為七月中旬至九月上旬。天蝎座是一个接近银河中心的星座，拥有不少亮星，其中心宿二（天蝎座α）是全天第十五亮星。
天蝎座亮星的形状很像一只巨大的蝎子，其中π、ρ、δ、β诸星代表蝎子的头部，σ、α、τ代表蝎子的胸部，ε、ζ、η、μ、θ、ι、κ等代表蝎子的尾巴。

## 历史

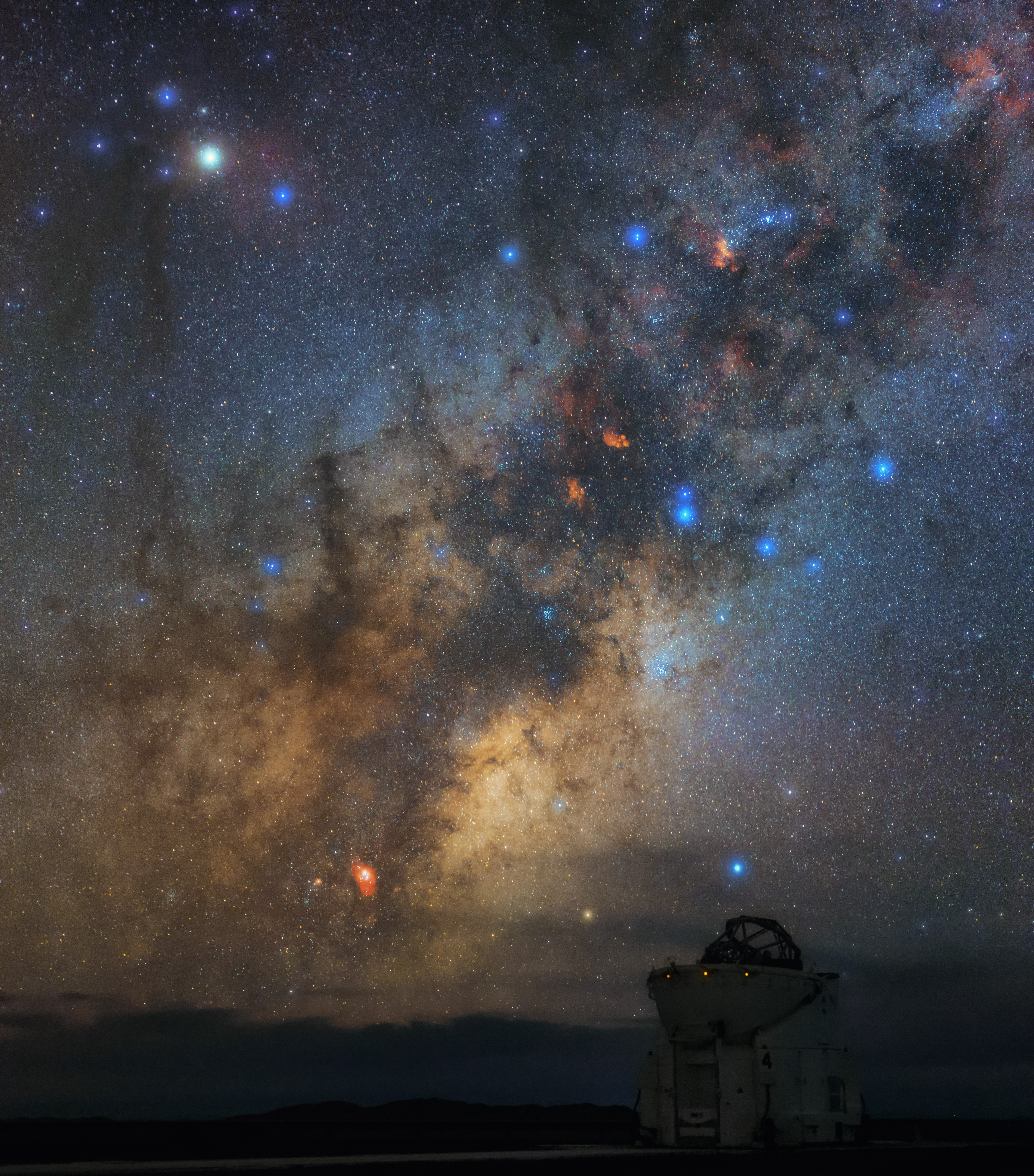
天蠍座與銀河，心宿二附近可見M4星團以及M80，中下方有M6與M7；NGC 6124在圖片上方，NGC 6334在圖片中下方。

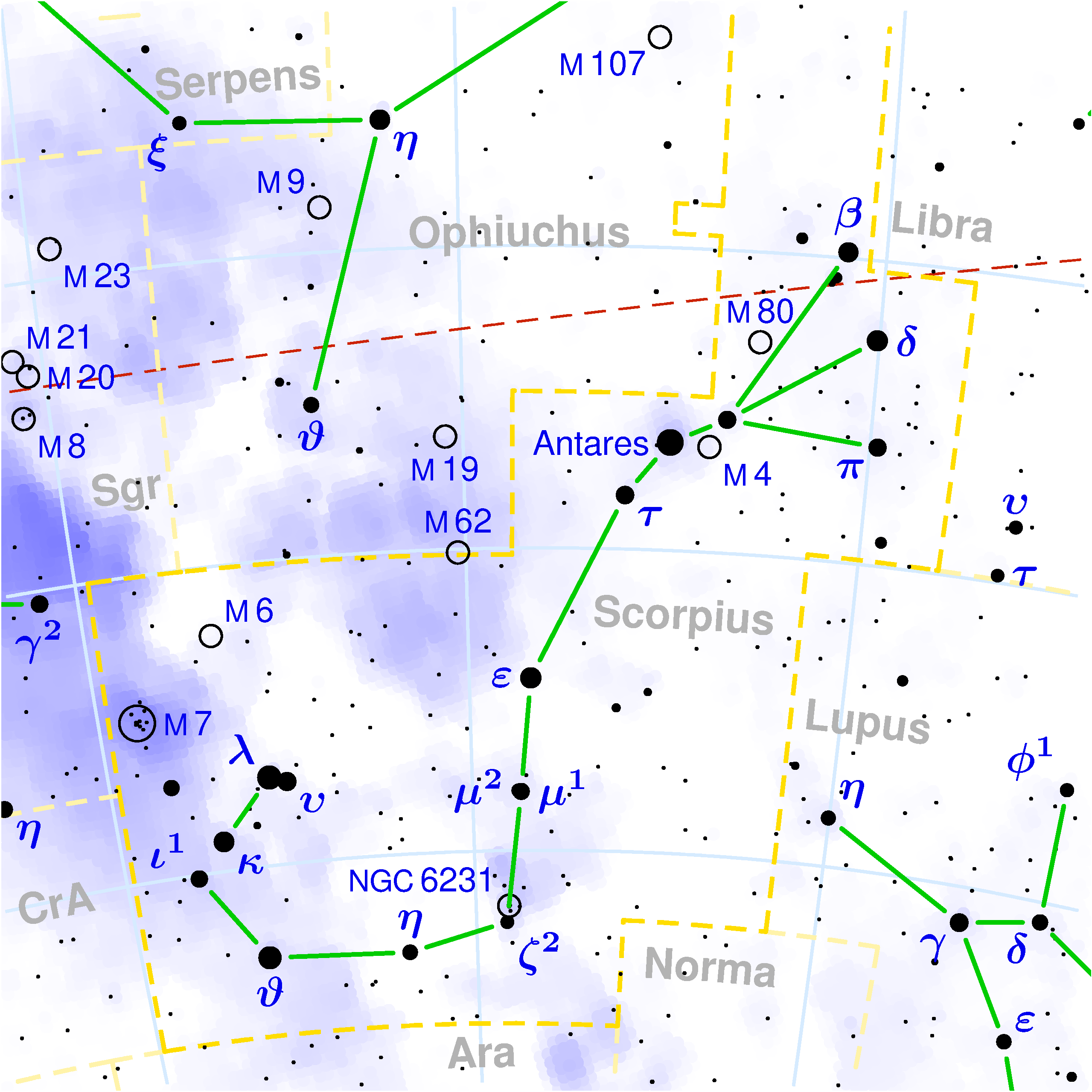
天蝎座

天蠍座的α星「心宿二」在古波斯認為它是守護天球四柱之一，另外三柱分別是南魚座的α星「北落師門」、獅子座的α星「軒轅十四」及金牛座的α星「畢宿五」。
在中国古代天文学中，天蠍座身体部位的三颗星称为商星，猎户座腰带处的三颗星称为参星。天蝎和猎户分别是夏天和冬天最显著的星座，刚好一升一落，永不相见，不可能同时出现在天空上，因此杜甫有诗曰：“人生不相见，动如参与商。”（《赠卫八处士》）。它又有「釣魚星」之稱。（代表姜太公釣魚的魚鉤，因天蝎座形狀呈「S」形，可將之想像成為「丁」字型的圖案，天蝎尾巴的鉤狀，位在銀河之上，因此也被傳為姜太公釣魚「離水三尺，願者上鉤」的魚鉤。）

## 神话

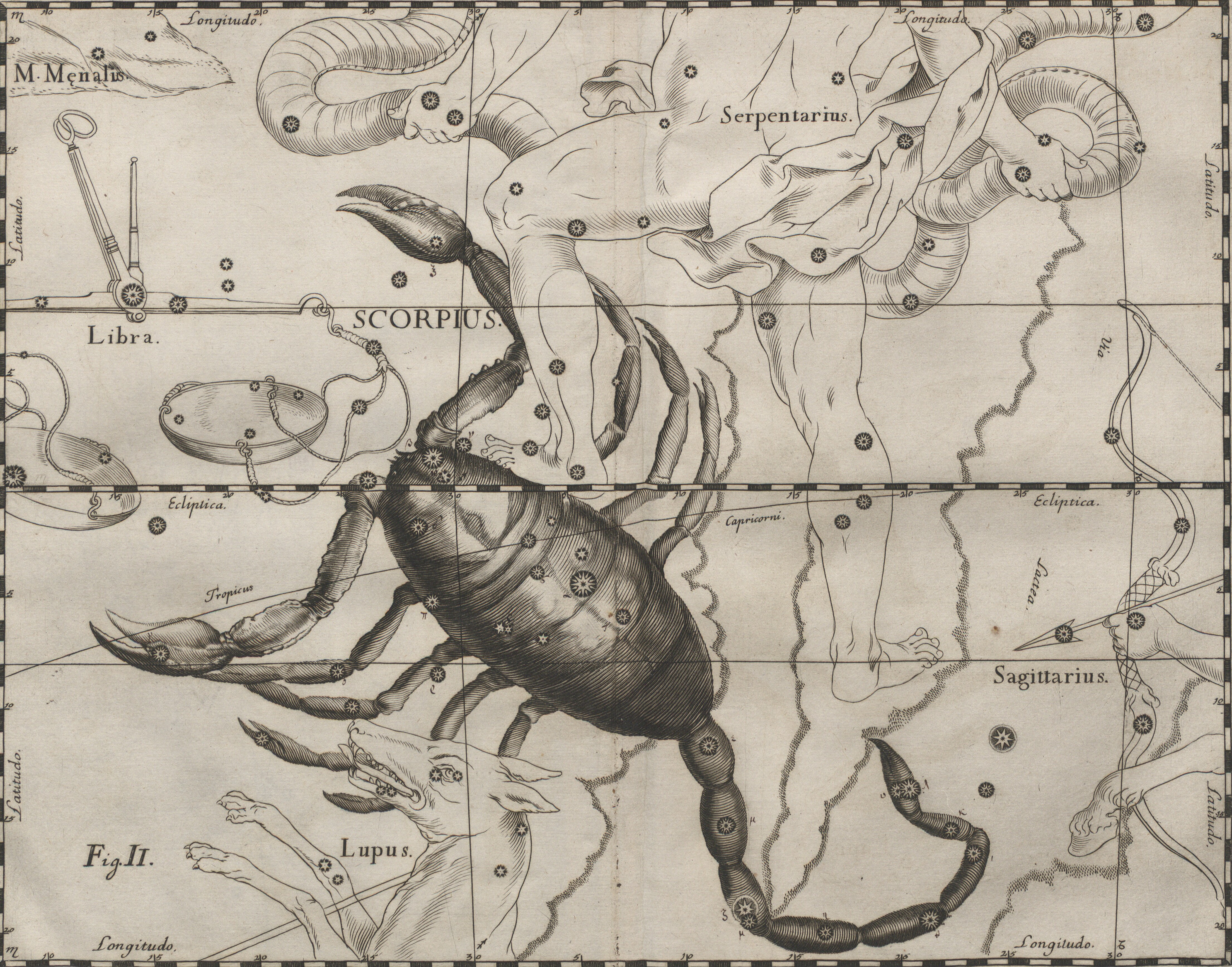
17世紀天文學家約翰·赫維留筆下的天蠍座

天蝎座神话之一：太阳神阿波罗的儿子法厄同因天生美丽而性感，他自己也因此感到自负，态度总是傲慢而无礼，太过好强的个性常使他无意间得罪了不少人。有一天，有个人告诉法厄同说：“你并非太阳神的儿子！”说完大笑扬长而去，好强的法厄同怎能吞得下这口气，于是便问自己的母亲：“我到底是不是阿波罗的儿子呢？”但是不管母亲如何再三保证他的确就是阿波罗所生，法厄同仍然不相信他的母亲，于是说：“取笑你的人是宙斯的儿子，地位很高，如果仍然不相信，那么去问太阳神阿波罗自己吧！”阿波罗听了自己儿子的疑问，笑着说：“别听他们胡说，你当然是我的儿子！”法厄同仍执意不信，其实他当然知道太阳神从不说谎，可是他却另有目的—要求驾驶父亲的太阳车，以证明自己就是阿波罗的儿子。“这怎么行？”阿波罗大惊，太阳是万物生息的主宰，一不小心就会酿巨祸，但拗不过法厄同，阿波罗正说明着如何在一定轨道驾驶太阳车时，法厄同心高气傲，听都没听立刻跳上了车，疾驰而去。结果当然很惨，地上的人们、动物、植物不是热死就是冻死，也乱了时间，弄得天错地暗，怨声载道。众神们为了遏止法厄同，由天后赫拉放出一隻毒蠍，毒蠍向法厄同攻擊，法厄同根本來不及反應，毒蠍就咬住了法厄同的脚踝，而宙斯则用可怕的雷霆闪电击中了法厄同，只见法厄同惨叫一声墜落到地面，法厄同最終死了，人间又恢复了宁静，为了纪念那隻也被闪电击毙的毒蠍，这个星座就被命名为“天蝎座”。
天蠍座神话之二：据说它是赫拉克勒斯在山涧中杀死的一只大毒蠍子。还有一个故事说是猎人俄里翁过于傲慢，夸口说天下没有一个动物是他的对手，天后赫拉就派毒蠍子咬伤了他的脚，使他中毒而死。所以它们到了天上以后也互相为敌，远居天空的两边，每当天蠍座从东方地平线上升起时，猎户俄里翁便从西方匆匆离去。

## 恒星
重要主星：
- 心宿一（Alniyat，σ）
- 心宿二（Antares，α）
- 心宿三（Alniyat，τ）
- 房宿一（π）
- 房宿二（ρ）
- 房宿三（Dschubba，δ）

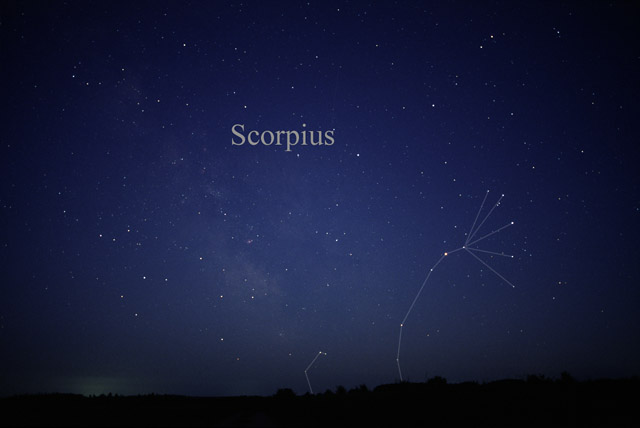
天蝎座

- 房宿四（Acrab, Graffias，β1）
- 尾宿一（μ）
- 尾宿二（ε）
- 尾宿三（Grafias，ζ）
- 尾宿四（η）
- 尾宿五（Sargas，θ）
- 尾宿六（ι）
- 尾宿七（Girtab, κ）
- 尾宿八（Shaula，λ）
- 尾宿九（Lesath，υ）
- 键闭（Jabah，ν）

## 深空天体
因为这星座位于接近银河中心的位置，它所包含的深空天体非常丰富，如疏散星团M6（蝴蝶星团）、M7（托勒密星团）、球状星團M4、M80，以及著名的疏散星團NGC 6231。

## 中国星官
天蠍座天区在古中国的星座系统中包括房宿的房、西咸、钩钤、键闭、罚，心宿的心，尾宿的尾、神宫、傅说、鱼等星官，它们都是东方青龙的一部份。
- 房Room（房4）：
- 西咸Western Door（房4）：
- 钩钤Lock（房4）：
- 键闭Door Bolt（房1）：
- 罚Punishment（房3）：
- 心Heart（心3）：
- 尾Tail（尾9）：
- 神宫Changing Room（尾1）：
- 傅说Fuyue（尾1）：
- 鱼Fish（尾1）：

## 外部連結
- The Deep Photographic Guide to the Constellations: Scorpius（页面存档备份，存于）
- Star Tales – Scorpius（页面存档备份，存于）